# Clavigeroniscus mussaui
Clavigeroniscus mussaui är en kräftdjursart som beskrevs av Albert Vandel 1973. Clavigeroniscus mussaui ingår i släktet Clavigeroniscus och familjen Styloniscidae. Inga underarter finns listade i Catalogue of Life.